# Vlag van Linne

gemeentevlag van Linne
(tot 1991)

De vlag van Linne is op onbekende datum bij raadsbesluit vastgesteld als gemeentelijke vlag van de voormalige gemeente Linne in de Nederlandse provincie Limburg. De vlag kan als volgt worden beschreven:
Gedeeld door een scheidingslijn die liep van de broektop naar een punt op 2/3 van de lengte langs de onderkant, aan de broekzijde blauw, aan de vluchtzijde geel, met over alles heen een Scandinavisch kruis, wit op het blauw en blauw op het geel.
De kleuren van de vlag zijn ontleend aan het gemeentewapen; het kruis en de schuindeling stonden voor Sint-Maarten, die in het wapen voorkwam.
In 1991 kwam de vlag als gemeentevlag te vervallen, omdat Linne met Ohé en Laak en Stevensweert opging in de gemeente Maasbracht, die heeft bestaan tot 2007. Toen ging Maasbracht samen met Heel en Thorn op in de fusiegemeente Maasgouw. 

## Verwante afbeelding

Wapen van Linne

Ambt Montfort 
· Amby 
· Arcen en Velden 
· Baexem 
· Beegden 
· Belfeld 
· Bemelen 
· Berg en Terblijt 
· Bocholtz 
· Born 
· Broekhuizen 
· Cadier en Keer 
· Echt 
· Eijsden 
· Elsloo 
· Eygelshoven 
· Geleen 
· Grathem 
· Grubbenvorst 
· Haelen 
· Heel 
· Heel en Panheel 
· Heer 
· Helden 
· Herten
· Heythuysen 
· Hoensbroek 
· Horn 
· Horst 
· Hulsberg 
· Hunsel 
· Kessel 
· Klimmen 
· Limbricht 
· Linne 
· Maasbracht 
· Maasbree 
· Margraten 
· Meerlo-Wanssum 
· Meijel 
· Melick en Herkenbosch 
· Montfort 
· Munstergeleen 
· Neer 
· Nieuwenhagen 
· Nieuwstadt 
· Nuth 
· Ohé en Laak 
· Onderbanken 
· Ottersum 
· Posterholt 
· Roggel 
· Roggel en Neer 
· Schaesberg 
· Schinnen 
· Sevenum 
· Sint Odiliënberg 
· Sittard 
· Stevensweert 
· Stramproy 
· Susteren 
· Swalmen 
· Tegelen 
· Thorn 
· Ubach over Worms 
· Ulestraten 
· Urmond 
· Valkenburg-Houthem 
· Vlodrop 
· Wessem 
· Wittem